# Rudolf Baumgartner
Rudolf Baumgartner (ur. 14 września 1917 w Zurychu, zm. 22 marca 2002 w Sienie) – szwajcarski skrzypek i dyrygent.

## Życiorys
Ukończył studia na Uniwersytecie Zuryskim, uczył się też gry na skrzypcach u Stefi Geyer i Paula Müllera w Zurychu, Carla Flescha w Paryżu i Wolfganga Schneiderhana w Wiedniu. Występował jako solista i kameralista. W 1957 roku debiutował jako skrzypek i dyrygent na festiwalu w Salzburgu. 
Od 1954 roku był wykładowcą konserwatorium w Lucernie, w latach 1960–1987 pełnił funkcję jego dyrektora. W 1956 roku wspólnie z Wolfgangiem Schneiderhanem założył zespół Festival Strings de Lucerne, z którym występował jako pierwszy skrzypek. Od 1968 do 1980 roku pełnił funkcję dyrektora artystycznego festiwalu muzycznego w Lucernie.
Poprowadził prawykonania Capriccio Krzysztofa Pendereckiego (1965) i Ramifications Györgya Ligetiego (1970). Opracował aranżacje Kunst der Fuge i Musikalisches Opfer J.S. Bacha.